# Yzeron
Yzeron – miejscowość i gmina we Francji, w regionie Owernia-Rodan-Alpy, w departamencie Rodan.
Według danych na rok 1990 gminę zamieszkiwało 675 osób, a gęstość zaludnienia wynosiła 63 osób/km² (wśród 2880 gmin regionu Rodan-Alpy Yzeron plasuje się na 1000. miejscu pod względem liczby ludności, natomiast pod względem powierzchni na miejscu 1066.).

## Bibliografia

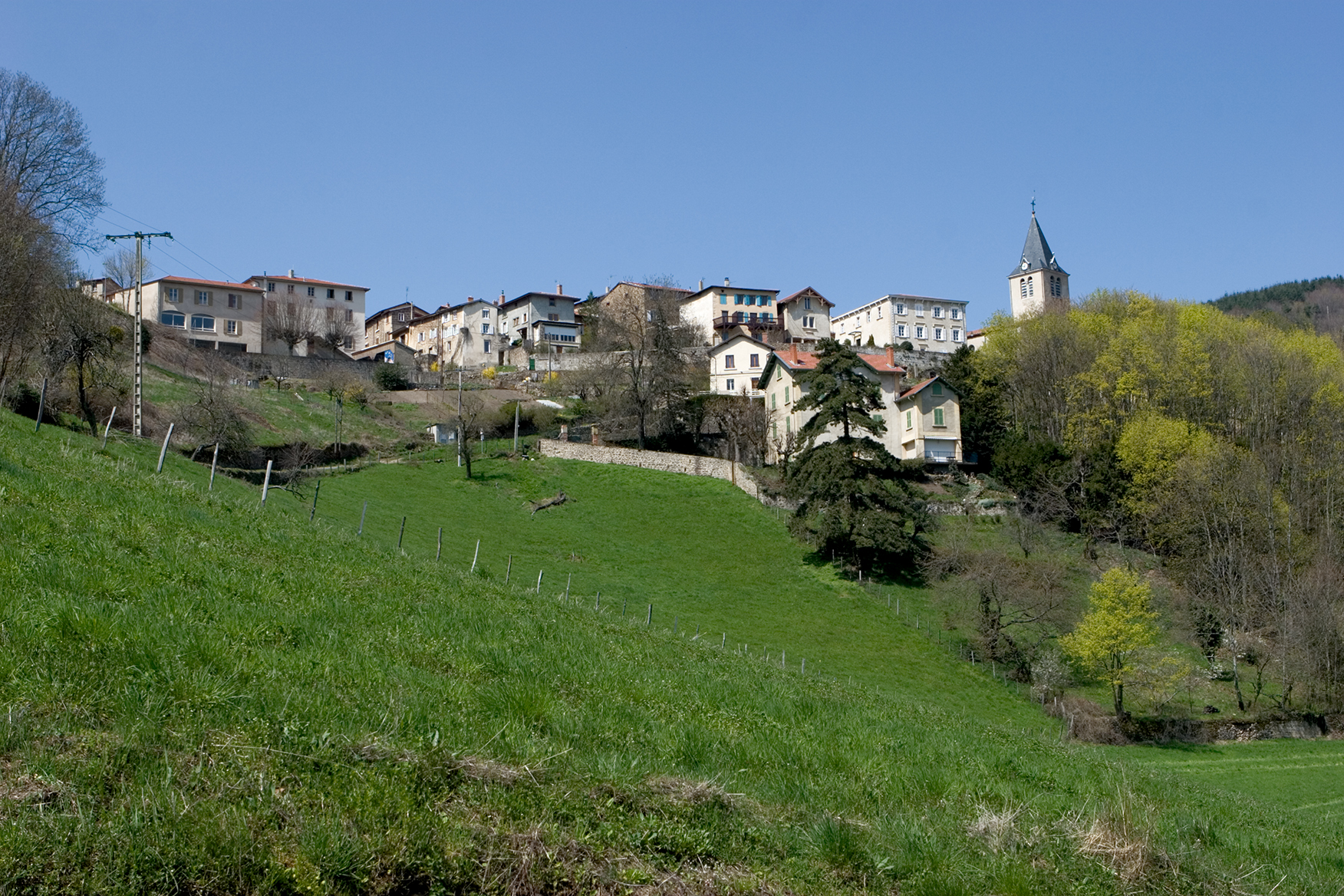
Yzeron